# Chauncey Billups
Chauncey Ray Billups (né le 25 septembre 1976 à Denver dans le Colorado) est un joueur et entraîneur américain de basket-ball qui évoluait au poste de meneur en National Basketball Association (NBA), notamment pour les Pistons de Détroit. Après être passé par cinq clubs différents lors de ses quatre premières saisons, Billups trouve sa place au sein de la franchise de Détroit avec laquelle il remporte le titre de champion NBA en 2004 lors d'une finale dont il est désigné meilleur joueur. Il est souvent appelé Mr Big Shot pour son tir exceptionnel (surtout à trois points) dans les moments importants.

## Biographie

### Jeunesse
Chauncey Billups se fait remarquer dès le lycée. Nommé à trois reprises « Mr. Colorado basketball », il joue en 1995 dans le fameux « McDonald's High School All-American game ».

### Carrière universitaire
Billups effectue sa carrière universitaire à l'université du Colorado. Sa réussite lui vaudra d'être seulement le cinquième joueur à avoir son maillot retiré au sein de l'université.

### Carrière professionnelle

#### Celtics de Boston (juin 1997 - février 1998)
Le 25 juin 1997, il est sélectionné en troisième position de la draft 1997 par les Celtics de Boston.

#### Raptors de Toronto (février 1998 - janvier 1999)
Le 18 février 1998, il est échangé aux Raptors de Toronto contre Kenny Anderson au milieu de sa première saison. Il ne reste aux Raptors que jusqu'à la fin de la saison.

#### Nuggets de Denver (janvier 1999 - février 2000)
Le 21 janvier 1999, il est envoyé aux Nuggets de Denver, le club de sa ville natale, dans un échange à trois équipes.
Le 1er février 2000, diminué par les blessures, et bloqué derrière Nick Van Exel, il est envoyé au Magic d'Orlando avec Ron Mercer contre Chris Gatling et Tariq Abdul-Wahad. Blessé, il ne joue finalement aucun match avec le Magic et quitte le club.

#### Timberwolves du Minnesota (août 2000 - juin 2002)
Le 3 août 2000, il signe aux Timberwolves du Minnesota où il reste deux ans.

#### Pistons de Détroit (juillet 2002 - novembre 2008)

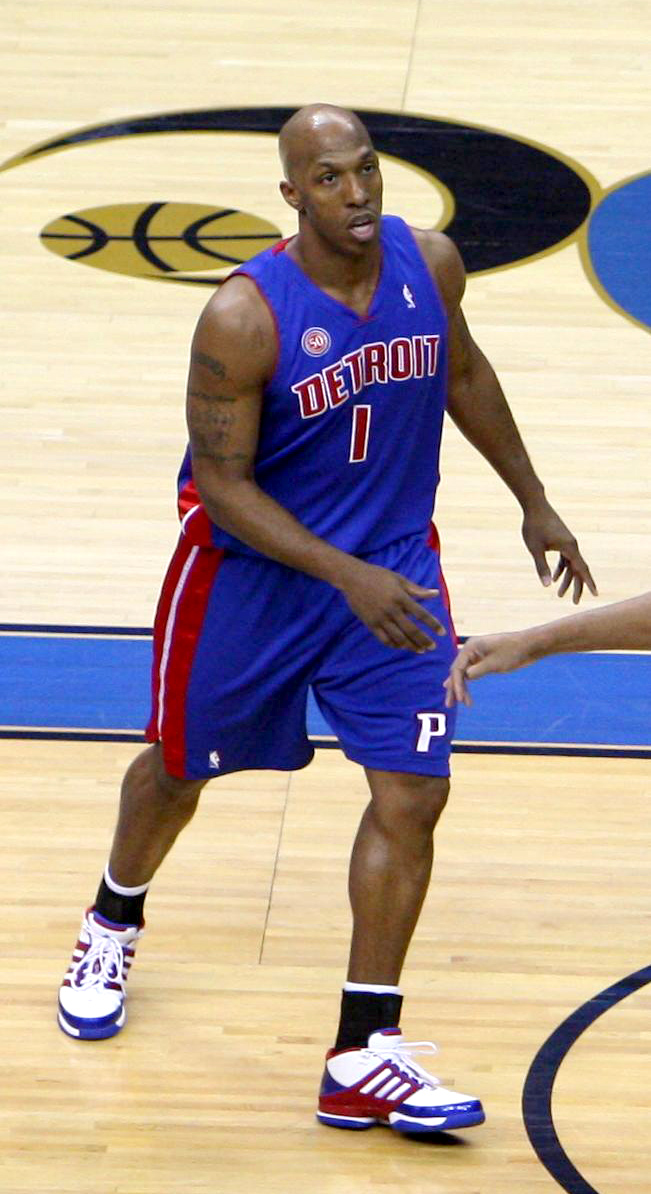
Billups sous le maillot des Pistons.

Le 17 juillet 2002, il signe à nouveau comme agent libre aux Pistons de Détroit, où il relance définitivement sa carrière : jusqu'alors joueur anonyme et n'ayant pas tenu les espoirs placés en lui, il réalise la meilleure saison de sa carrière à Detroit avec 16,2 points de moyenne par match.
Il est le co-capitaine d'une équipe qui remporte contre toute attente le titre de champion NBA 2004 face aux Lakers de Los Angeles, en enregistrant une moyenne personnelle de 21 points et 5 passes décisives par match lors de ces finales, lui valant d'être élu MVP de ces mêmes finales.
Il retourne en finales NBA en 2005 face aux Spurs de San Antonio mais les Pistons perdent en 7 manches. Cette même année, il est nommé dans la All-NBA Defensive Second Team aux côtés de son coéquipier Tayshaun Prince, alors qu'un autre coéquipier, Ben Wallace, cocapitaine avec Billups remporte son troisième titre de défenseur de l'année.
Billups et les Pistons sont arrivés en finale de conférence Est en 2006 contre le Heat de Miami, en 2007 contre les Cavaliers de Cleveland et en 2008 contre les Celtics de Boston.

#### Retour aux Nuggets de Denver (novembre 2008 - février 2011)

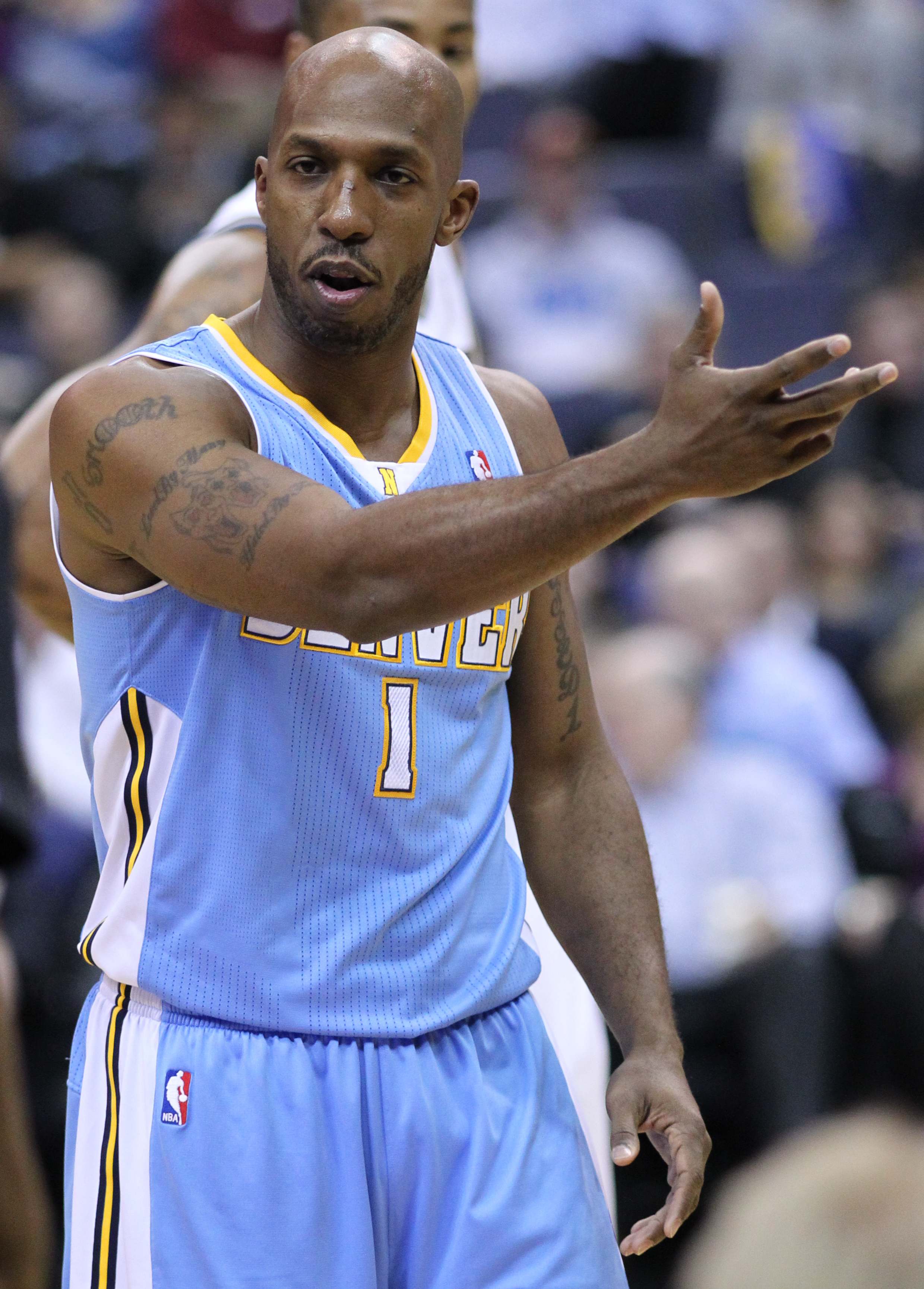
Billups sous le maillot des Nuggets.

En novembre 2008, Chauncey Billups est transféré aux Nuggets de Denver accompagné de Antonio McDyess et Cheikh Samb contre Allen Iverson. Lors de sa deuxième saison aux Nuggets il atteint presque la barre des 20 points par match.

#### Knicks de New York (février - décembre 2011)
Le 22 février 2011, il est envoyé aux Knicks de New York dans le cadre du transfert de Carmelo Anthony. Il dispute 21 matchs de saison régulière sous le maillot de sa nouvelle franchise, avec des statistiques de 17,5 points, 3,1 rebonds, 5,5 passes en 31 minutes 6. Il termine finalement sa saison après le premier match des playoffs opposant les Knicks aux Celtics en raison d'un problème au genou gauche.
En décembre 2011, les Knicks utilisent la nouvelle clause d'amnistie qui permet à une franchise de mettre un terme au contrat d'un joueur de son effectif pour libérer de la masse salariale, la somme due par contrat étant versée au joueur. Il est ainsi libéré de l'effectif, permettant ainsi à sa franchise de pouvoir recruter le pivot des Mavericks de Dallas Tyson Chandler.

#### Clippers de Los Angeles (décembre 2011 - juin 2013)
Dans la foulée, le 12 décembre 2011, il s'engage pour les Clippers de Los Angeles. Le 15 décembre 2011, la franchise californienne fait également signer le meneur des Hornets de la Nouvelle-Orléans, Chris Paul. Tous deux évoluent aux côtés de Blake Griffin, le All-Star des Clippers.
En juillet 2012, il prolonge son contrat avec les Clippers d'une saison à 4,3 millions de dollars.

#### Retour aux Pistons de Détroit (juillet 2013 - juin 2014)
Le 11 juillet 2013, il retourne aux Pistons pour entourer les jeunes de Detroit (Brandon Knight, Andre Drummond, Kentavious Caldwell-Pope et Greg Monroe). Il retrouve ainsi Rasheed Wallace (assistant coach aux Pistons) champion en 2004 avec Billups.
En février 2014, il est contraint de se faire opérer pour réparer le ménisque de son genou droit mais sa durée d'indisponibilité est incertaine.
En raison de ses blessures à répétitions lors des trois dernières saisons, il met un terme à sa carrière le 10 septembre 2014.

### Carrière d'entraîneur

#### Clippers de Los Angeles (2020-2021)
Le 16 novembre 2020, Billups est nommé entraîneur assistant des Clippers de Los Angeles entraînés par Tyronn Lue.

#### Trail Blazers de Portland (depuis 2021)
Le 27 juin 2021, Billups est nommé entraîneur des Trail Blazers de Portland.
Le 13 avril 2025, Billups et les Trail Blazers s'accordent sur une prolongation de contrat.

## Records
Les records personnels de Chauncey Billups, officiellement recensés par la NBA sont les suivants :
| Type statistique            | Saison régulière | Saison régulière           | Saison régulière | Playoffs | Playoffs                       | Playoffs      |
| Type statistique            | Record           | Adversaire                 | Date             | Record   | Adversaire                     | Date          |
| --------------------------- | ---------------- | -------------------------- | ---------------- | -------- | ------------------------------ | ------------- |
| Points en un match          | 39               | @ Lakers de Los Angeles    | 5 février 2010   | 40       | @ Magic d'Orlando              | 2 mai 2003    |
| Paniers marqués en un match | 13               | @ Warriors de Golden State | 25 février 2010  | 11       | 4 fois                         |               |
| Paniers tentés en un match  | 25               | Kings de Sacramento        | 1er février 2010 | 29       | Nets du New Jersey             | 14 mai 2004   |
| Paniers à 3 points réussis  | 9                | @ Lakers de Los Angeles    | 5 février 2010   | 8        | Hornets de La Nouvelle-Orléans | 19 avril 2009 |
| Paniers à 3 points tentés   | 13               | 2 fois                     |                  | 14       | @ Magic d'Orlando              | 2 mai 2003    |
| Lancers francs réussis      | 18               | 2 fois                     |                  | 16       | @ Bucks de Milwaukee           | 1er mai 2006  |
| Lancers francs tentés       | 20               | @ Magic d'Orlando          | 1er mars 2011    | 19       | Magic d'Orlando                | 20 avril 2003 |
| Rebonds offensifs           | 5                | Grizzlies de Vancouver     | 15 janvier 1998  | 3        | 4 fois                         |               |
| Rebonds défensifs           | 11               | Pacers d'Indiana           | 29 décembre 2006 | 9        | Magic d'Orlando                | 20 avril 2003 |
| Rebonds totaux              | 12               | Pacers d'Indiana           | 29 décembre 2006 | 10       | Nets du New Jersey             | 14 mai 2004   |
| Passes décisives            | 19               | Kings de Sacramento        | 14 décembre 2005 | 13       | Nets du New Jersey             | 7 mai 2004    |
| Interceptions               | 7                | @ Hawks d'Atlanta          | 23 janvier 1998  | 5        | @ Pacers de l'Indiana          | 24 mai 2004   |
| Contres                     | 3                | Nuggets de Denver          | 15 février 2002  | 2        | @ Pacers de l'Indiana          | 13 mai 2005   |
| Balles perdues              | 8                | 2 fois                     |                  | 8        | @ Heat de Miami                | 25 mai 2005   |
| Minutes jouées              | 51               | @ Knicks de New York       | 27 décembre 2006 | 55       | Nets du New Jersey             | 14 mai 2004   |

- Double-double : 104 (dont 12 en playoffs) (au 16/04/2014)
- Triple-double : 2

## Clubs successifs
- 1997-1998 :  Celtics de Boston.
- 1998 :  Raptors de Toronto.
- 1998-2000 :  Nuggets de Denver.
- 2000-2002 :  Timberwolves du Minnesota.
- 2002-2008 :  Pistons de Détroit.
- 2008-février 2011 :  Nuggets de Denver.
- février 2011-décembre 2011 :  Knicks de New York.
- 2011-2013 :  Clippers de Los Angeles.
- 2013-2014 :  Pistons de Détroit.

## Palmarès
Sélection nationale
- Médaillé d'or au Championnat du monde 2010.

En franchise
- Champion NBA en 2004 avec les Pistons de Détroit.
- Finales NBA contre les Spurs de San Antonio en 2005 avec les Pistons de Détroit.
- Champion de la Conférence Est en 2004 et 2005 avec les Pistons de Détroit.
- Champion de la Division Centrale en 2003, 2005, 2006, 2007 et 2008 avec les Pistons de Détroit.
- Champion de la Division Nord-Ouest en 2009 et 2010 avec les Nuggets de Denver.

Distinctions personnelles
- NBA Finals Most Valuable Player Award en 2004.
- All-NBA Second Team (deuxième meilleure équipe de la ligue) en 2006.
- All-NBA Third Team (troisième meilleure équipe de la ligue) en 2007 et 2009.
- All-NBA Defensive Second Team (deuxième équipe défensive) en 2005 et 2006.
- 5 sélections au NBA All-Star Game en 2006, 2007, 2008, 2009 et 2010.
- J.Walter Kennedy Sportsmanship Award en 2008.
- NBA Sportsmanship Award en 2009.
- Twyman-Stokes Teammate of the Year Award en 2013
- Son maillot, le n°1 a été retiré par les Pistons de Détroit.
- Introduit au Basketball Hall of Fame en 2024[13]

## Statistiques en tant qu'entraîneur
| Équipe   | Année     | Saison régulière | Saison régulière | Saison régulière | Saison régulière | Saison régulière          | Playoffs | Playoffs  | Playoffs | Playoffs | Playoffs        |
| Équipe   | Année     | Matchs           | Victoires        | Défaites         | %                | Classement                | Matchs   | Victoires | Défaites | %        | Résultat        |
| -------- | --------- | ---------------- | ---------------- | ---------------- | ---------------- | ------------------------- | -------- | --------- | -------- | -------- | --------------- |
| Portland | 2021-2022 | 82               | 27               | 55               | 32,9             | 4e en division Nord-Ouest | -        | -         | -        | -        | Pas de playoffs |
| Portland | 2022-2023 | 82               | 33               | 49               | 40,2             | 5e en division Nord-Ouest | -        | -         | -        | -        | Pas de playoffs |
| Portland | 2023-2024 | 82               | 21               | 61               | 25,6             | 5e en division Nord-Ouest | -        | -         | -        | -        | Pas de playoffs |
| Portland | 2024-2025 | 82               | 36               | 46               | 43,9             | 4e en division Nord-Ouest | -        | -         | -        | -        | Pas de playoffs |
| Total    | Total     | 328              | 117              | 211              | 35,7             |                           | -        | -         | -        | -        |                 |

## Pour approfondir